# Abu Nuwas

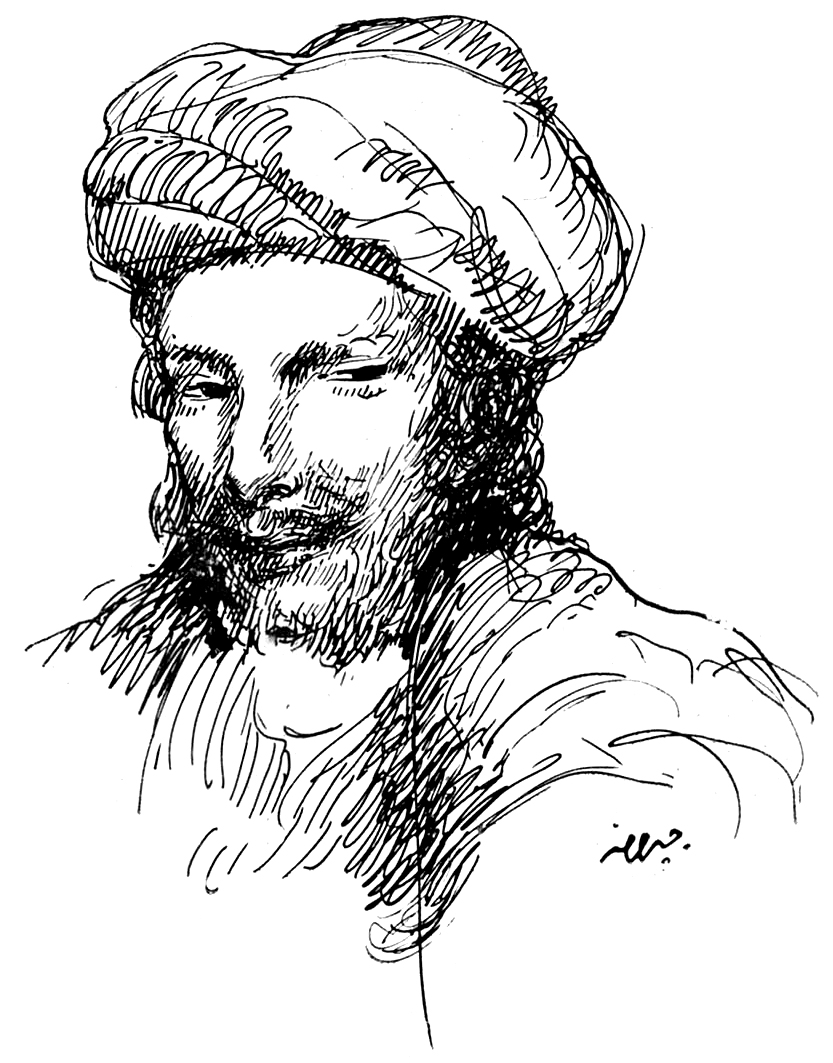
Abū-Nuwās. Tranh vẽ

Abū Nuwās al-Ḥasan ibn Hānī al-Ḥakamī (biến thể: Al-Ḥasan ibn Hānī 'Abd al-Awal al-Ṣabāḥ, Abū' Alī (الحسن بن هانئ بن عبد الأول بن الصباح ،ِابو علي), được gọi là Abū Nuwās al-Salamī (أبو نواس السلمي)  hoặc chỉ Abū Nuwās   (tiếng Ả Rập: أبو نواس, 750 – 810) – là một trong những nhà thơ Ả Rập xuất sắc thời trung cổ. Sinh ra tại thành phố Ahvaz, thuộc Iran ngày nay, với cha là người Ả Rập và mẹ là người Ba Tư, ông đã trở thành một bậc thầy của tất cả các thể loại thơ Ả Rập đương đại. Ông cũng đi vào truyền thống dân gian, xuất hiện nhiều lần trong Nghìn lẻ một đêm. Ông chết trong Nội chiến Abbasid vĩ đại trước khi al-Ma'mūn tiến quân từ Khurāsān vào năm 199 hoặc 200 AH (814–816). 

## Tiểu sử
Cha của Nuwas, Hānī, người mà nhà thơ chưa từng biết, là một người Ả Rập, hậu duệ của bộ tộc Jizani Banu Hakam và là một người lính trong quân đội của Marwan II. Mẹ ông là người Ba Tư, Jullaban, làm thợ dệt. Các nhà viết tiểu sử khác nhau về ngày sinh của Nuwas, với ước tính dao động từ 747 đến 762. Một số nguồn tin nói rằng ông sinh ra ở Basra.

## Công việc
Ismail bin Nubakht, một trong những người cùng thời với Nuwas, cho biết:
"Tôi chưa bao giờ thấy một người đàn ông có học thức sâu rộng hơn Abu Nuwas, cũng như một người, với trí nhớ phong phú, mà lại sở hữu quá ít sách. giấy, trong đó là một bộ sưu tập các cách diễn đạt hiếm và các quan sát về ngữ pháp. " 
Các tuyển tập thơ sớm nhất và tiểu sử của ông được sản xuất bởi: 
- Yaḥyā ibn al-Faḍl và Ya'qūb ibn al-Sikkīt sắp xếp thơ của ông theo mười chủ đề, thay vì theo thứ tự bảng chữ cái. Al-Sikkīt đã viết một bài bình luận dài 800 trang về ông. [7]
- Abū Sa'īd al-Sukkarī [a] đã biên tập thơ của Nuwas, cung cấp các chú giải và chú giải ngôn ngữ; ông đã hoàn thành việc chỉnh sửa khoảng hai phần ba kho ngữ liệu của một nghìn thư viện. [8] [9]
- Abū Bakr ibn Yaḥyā aI-Ṣūlī đã chỉnh sửa tác phẩm của Nuwas, sắp xếp các bài thơ theo thứ tự bảng chữ cái, và sửa chữa một số quy kết sai.
- 'Alī ibn Ḥamzah al-Iṣbahānī cũng biên tập các tác phẩm của Nuwas, biên soạn các tác phẩm theo thứ tự bảng chữ cái. [10]
- Yūsuf ibn al-Dāyah [11]
- Abū Hiffān [b] [12]
- Ibn al-Washshā 'Abū Ṭayyib, học giả của Baghdād [13] [14][15][16]
- Ibn 'Ammār [c] low [d] đã viết một bài phê bình các tác phẩm của Nuwas, bao gồm cả việc trích dẫn các trường hợp bị cáo buộc là đạo văn.[17][18]
- Gia đình Al-Munajjim: Abū Manṣūr; Yaḥyā ibn Abī Manṣūr; Muḥammad ibn Yaḥyā; 'Alī ibn Yaḥyā; Yaḥyā ibn 'Alī; Aḥmad ibn Yaḥyā; Hārūn ibn 'Alī; 'Alī ibn Hārūn; Aḥmad ibn 'Alī; Hārūn ibn 'Alī ibn Hārūn.[19][20][21][22][23]
- Abū al-Ḥasan al-Sumaysāṭī cũng viết bài ca ngợi Nuwas. [24]

## Bị bỏ tù và cái chết
Vì thường xuyên say sưa và sống phóng túng, Nuwas đã bị bắt giam dưới triều đại của Al-Amin, ngay trước khi qua đời. Nguyên nhân cái chết của ông bị tranh cãi; một số người nói rằng Nuwas chết trong tù, trong khi những người khác cho rằng ông bị đầu độc. Nuwas được chôn cất tại nghĩa trang Shunizi ở Baghdad.

## Di sản
Nuwas là một trong số những nhà văn được cho là đã phát minh ra hình thức văn học của mu'ammā (nghĩa đen là "bị mù" hoặc "bị che khuất"), một câu đố được giải "bằng cách kết hợp các chữ cái cấu thành của từ hoặc tên được tìm thấy". Ibn Quzman, người đang viết ở Al-Andalus vào thế kỷ 12, rất ngưỡng mộ ông và được so sánh với ông.

## Kiểm duyệt
Trong khi các tác phẩm của ông được lưu hành tự do cho đến những năm đầu của thế kỷ XX, ấn bản hiện đại bị kiểm duyệt đầu tiên của các tác phẩm của ông đã được xuất bản ở Cairo vào năm 1932. Vào tháng 1 năm 2001, Bộ Văn hóa Ai Cập đã ra lệnh đốt khoảng 6.000 bản sách thơ ca đồng tính của Nuwas. Trong mục Từ điển bách khoa toàn cầu tiếng Ả Rập của Ả Rập Xê Út dành cho Abu Nuwas, tất cả các đề cập đến phong cách yêu trẻ vị thành niên đều bị bỏ qua.

## Tượng đài
Thành phố Baghdad có một số địa danh được đặt theo tên nhà thơ này. Phố Abū Nuwās chạy dọc theo bờ đông của sông Tigris, trong một khu phố từng là nơi trưng bày của thành phố. Công viên Abu Nuwas nằm trên đoạn đường dài 2,5 km giữa Cầu Jumhouriya và một công viên kéo dài ra sông ở Karada gần Cầu 14 tháng Bảy.
Năm 1976, một miệng núi lửa trên hành tinh Mercury được đặt tên để vinh danh Abu Nuwas. 

## Trong văn hóa đại chúng
Abu Nuwas được hư cấu nhiều là nhân vật chính của các cuốn tiểu thuyết The Father of Locks (Dedalus Books, 2009) và The Khalifah's Mirror (2012) của Andrew Killeen, trong đó ông được miêu tả là một điệp viên làm việc cho Ja'far al-Barmaki. 
Trong cuốn tiểu thuyết tiếng Sudan Mùa di cư đến phương Bắc (1966) của Tayeb Salih, thơ tình của Abu Nuwas được một trong những nhân vật chính của cuốn tiểu thuyết, người Sudan Mustafa Sa'eed, trích dẫn rất nhiều, như một phương tiện để quyến rũ một phụ nữ trẻ người Anh ở London: “Trái đất đang dậy sóng, / Rượu trinh nữ xưa kia có để lấy chăng?” 
Nghệ sĩ người Tanzania Godfrey Mwampembwa (Gado) đã tạo ra một cuốn truyện tranh tiếng Swahili có tên Abunuwasi được xuất bản vào năm 1996. Nó có một nhân vật lừa gạt tên là Abunuwasi, nhân vật chính trong ba câu chuyện lấy cảm hứng từ văn hóa dân gian Đông Phi cũng như tiểu thuyết Nghìn lẻ một đêm của Abu Nuwasi.  